# Крячок чорночеревий
Крячок чорночеревий (Sterna acuticauda) — вид сивкоподібних птахів підродини крячкових (Sterninae) родини мартинових (Laridae). Поширений в Південній Азії.

## Поширення
Більша частина сучасного ареалу лежить в Індії, де вид залишається відносно поширеним, але скорочується. Він також трапляється (ймовірно, не більше 30 особин у кожній країні) у Пакистані, Непалі та Бангладеш. Нещодавно було підтверджено, що він зберігається в М'янмі, незважаючи на попередні припущення, що він там вимер, але залишкова популяція є дуже малою (у 2017—2019 роках зафіксували тут 3-5 птахів щороку). Наразі вважається, що вид винищений у Південно-Східній Азії: понад десятиліття його не було виявлено в Таїланді, Лаосі, Камбоджі чи В'єтнамі. Вважається, що невелика популяція в провінції Юньнань на півдні Китаю також вимерла. Незважаючи на великий ареал, популяція, за оцінками, нараховує лише 800—1600 статевозрілих особин, що є суттєвим зменшенням, враховуючи, що раніше його описували як численний вид на більшій частині його колишнього ареалу.